# Im Wäldchen
Im Wäldchen ist ein Weiler des Ortsteils Hermesdorf der Ortsgemeinde Wißmannsdorf im Eifelkreis Bitburg-Prüm in Rheinland-Pfalz.

## Geographische Lage
Im Wäldchen liegt rund 1,5 km südwestlich des Ortsteils Hermesdorf in Tallage. Der Weiler ist ausschließlich von Waldbestand, in sehr steilem Gelände, umgeben. Direkt östlich der Ansiedlung fließt die Prüm. Im Wäldchen ist mittlerweile mit dem Hauptort Wißmannsdorf zusammengewachsen und bildet einen Straßenzug des Ortes.

## Geschichte
Zur genauen Entstehungsgeschichte des Weilers liegen keine Angaben vor.
Bekannt ist lediglich, dass im Bereich des Weilers einst mehrere Steinbrüche an den steilen Berghängen links der Prüm betrieben wurden. Noch heute kommt es an diesen Stellen häufig zu Hangrutschungen.

## Kultur und Sehenswürdigkeiten

### Wegekreuz
Wenig nördlich des Weilers befindet sich unmittelbar an der Landesstraße 7 ein Wegekreuz. An dieser Stelle mündet ein kleiner Zufluss in die Prüm.

### Naherholung
In der Nähe des Weilers verlaufen mehrere Wanderwege. Bekannt ist vor allem der Rundwanderweg 22 des Naturpark Südeifel (Wißmannsdorf) mit einer Länge von rund 17 km. Highlights am Weg sind das Tal des Echtersbaches, das Waldgebiet bei Hamm und ein Aussichtspunkt auf das Schloss Hamm.

## Verkehr
Es existiert eine regelmäßige Busverbindung ab Wißmannsdorf bzw. Hermesdorf.
Im Wäldchen ist durch die Landesstraße 7 von Wißmannsdorf in Richtung Hermesdorf erschlossen.